# 傅漢臣
傅漢臣（？年—？年），字元功，號现川，山東莱州府平度州人，民籍。明朝政治人物。

## 生平
嘉靖元年（1522年）壬午科山東鄉試舉人，嘉靖五年（1526年）丙戌科第三甲第二十五名進士，授镇江府推官，八年九月选授湖广道试监察御史，九年巡按直隶，十一年巡按陕西，十二年去职。